# Floor Jansen
Floor Jansen (Goirle, 21 febbraio 1981) è una cantautrice olandese, dal 2012 componente del gruppo musicale finlandese Nightwish.
È stata la cantante del gruppo symphonic metal After Forever dal 1997 fino al loro scioglimento nel 2009, nonché fondatrice e cantautrice del gruppo progressive metal ReVamp fino al loro scioglimento avvenuto nel 2016. Durante la sua carriera, Jansen ha più volte collaborato con il compositore e polistrumentista Arjen Anthony Lucassen: è un membro del supergruppo Star One e ha cantato nei dischi Universal Migrator Part 1: The Dream Sequencer, 01011001 e The Source degli Ayreon.
Ha inoltre prestato la sua voce in molte canzoni degli album Quarterpast (MaYaN) e Angels of the Apocalypse (Avalon).

## Biografia

### After Forever (1997–2009)
Interessata alla musica fin da ragazzina, Floor entra negli After Forever all'età di 16 anni, quando, cioè, non ha ancora intrapreso i propri studi musicali. Tre anni dopo la band lancia il suo primo album, Prison of Desire, e la Jansen diventa popolare nella scena metal grazie alla sua abilità sia nel canto classico sia in quello rock. Dopo l'uscita dalla band del co-scrittore dei testi Mark Jansen (nessuna parentela) Floor ha preso tutto il carico dei testi.
Dopo il burnout del fondatore Sander Gommans, gli After Forever decidono di prendersi un anno di pausa per poi sciogliersi ufficialmente nel 2009.

### ReVamp (2009–2016)

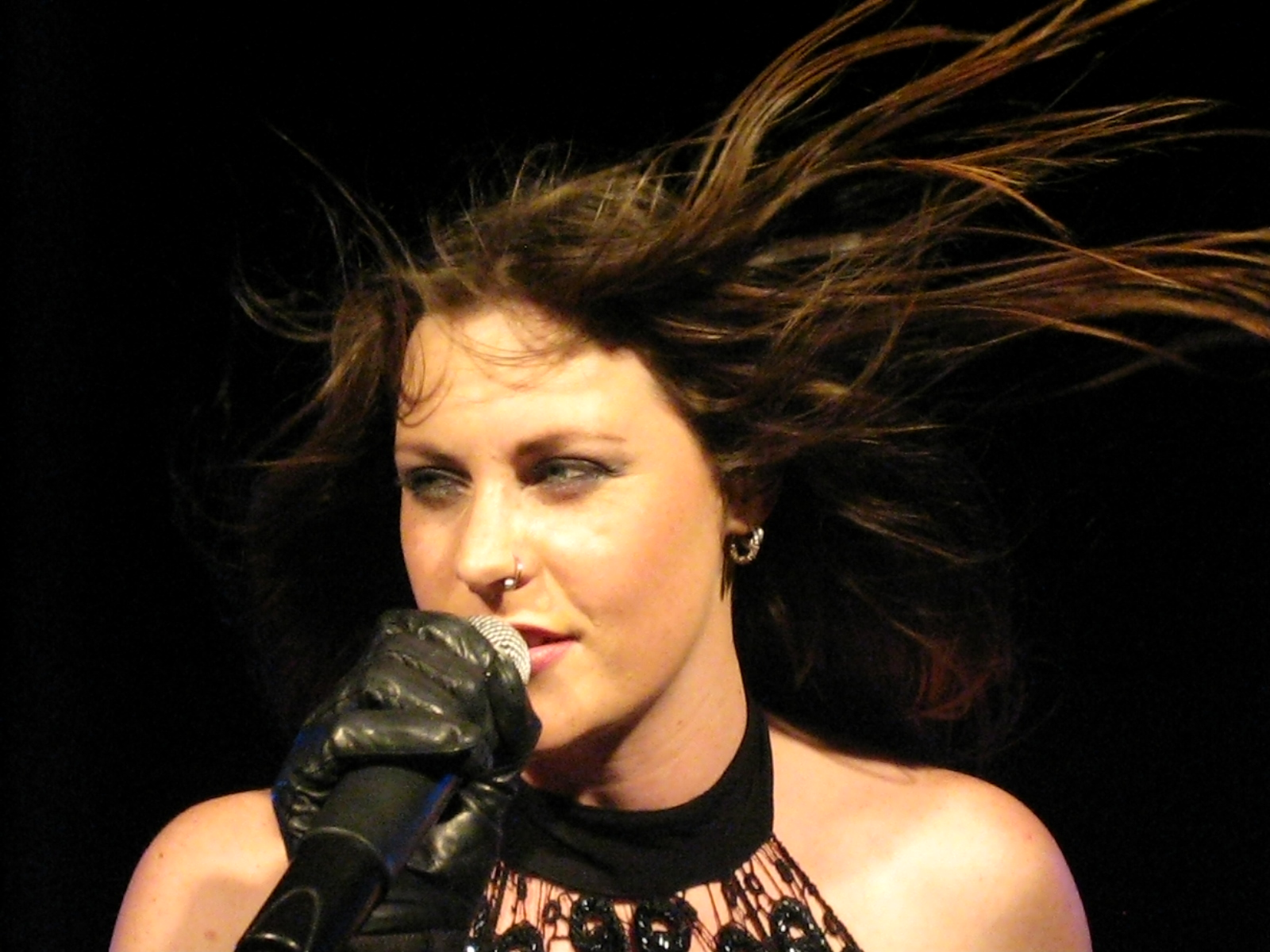
Floor Jansen in concerto con gli After Forever nel 2007

Un anno dopo lo scioglimento degli After Forever avvenuto nel febbraio del 2009, Floor ha fondato una nuova band chiamata ReVamp, il cui omonimo album di debutto è uscito in Europa il 4 giugno 2010.
Nel 2011 Floor ha avuto un burnout e alla fine dello stesso anno, dopo essersi a malapena ripresa, ha partecipato al tour dei MaYaN in America Latina.
Il secondo album dei ReVamp, Wild Card, è uscito nel 2013.
I ReVamp si sono sciolti a fine settembre 2016, a seguito di una pausa causata dagli impegni di Floor con i Nightwish.

### Nightwish e Northward (2012–presente)
Nel 2012, dopo la separazione dei Nightwish dalla cantante Anette Olzon, Floor Jansen sostituisce provvisoriamente la cantante svedese nell'Imaginaerum World Tour. Durante questo tour la Jansen ha registrato con la band il DVD live Showtime, Storytime.
Ha ricevuto la chiamata in cui le veniva proposta la sostituzione della Olzon mentre era al matrimonio di sua sorella. Il suo primo show con i Nightwish è stato a Seattle nel 2012.
Il 9 ottobre 2013 viene annunciata la sua permanenza nel gruppo dagli altri componenti della band venendo accolta molto calorosamente dalla maggior parte dei fan. Il 9 dicembre dello stesso anno viene annunciata come cantante principale nel secondo album del progetto metal opera Avalon di Timo Tolkki.
Il 25 marzo 2015 esce il suo primo album in studio con i Nightwish, Endless Forms Most Beautiful, mentre nel 2016 viene pubblicato il secondo live DVD della band con Floor alla voce, Vehicle of Spirit.
Il 22 febbraio 2018 annuncia la fondazione del gruppo Northward insieme al chitarrista Jorn Viggo Lofstad, con il quale ha pubblicato il primo album omonimo il 19 ottobre dello stesso anno.
Nell'agosto 2019 ha partecipato al programma televisivo olandese Beste Zangers.

## Vita privata
Ha una sorella minore, Irene Jansen, anche lei cantante.
Il 15 marzo 2017 ha avuto una figlia dal marito Hannes Van Dahl, batterista dei Sabaton.
Il 20 ottobre 2023 i due hanno avuto una seconda figlia, Lucy.

## Competenze musicali
Floor Jansen è una cantante molto versatile, è capace di cantare in modo molto etereo, classico e lirico ma anche in modo molto potente, destreggiandosi anche con la voce death. È un soprano e canta negli stili rock e heavy metal.
Ha iniziato a studiare alla Rock Academy (una sorta di conservatorio di musica leggera) nel 1999, con conseguente diploma tre anni dopo.
Nel 2003 vince un concorso per giovani talenti che le permette di entrare nel Music Theater, un prestigioso conservatorio olandese che fa iscrivere 10/15 persone all'anno. Ha studiato canto lirico per un anno.
In seguito allo scioglimento degli After Forever ha fondato un suo corso di insegnamento musicale chiamato "Wanna Be A Star?".
Suona il piano, la chitarra e il flauto e ha portato a compimento molti anni di studio musicale.

## Discografia

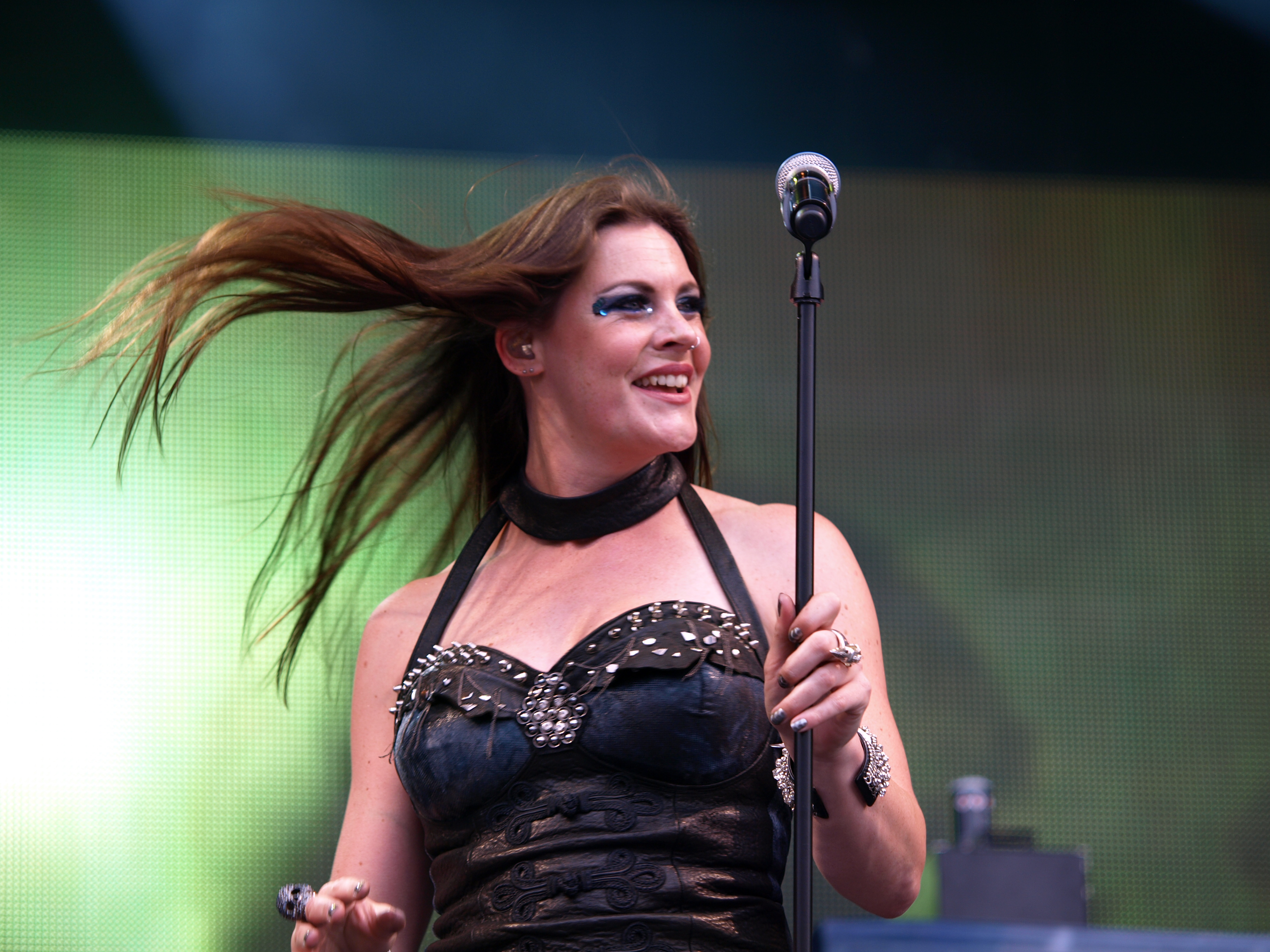
Floor Jansen in concerto con i Nightwish nel 2013

### Da solista
- 2023 – Paragon

### Con gli After Forever
- 2000 – Prison of Desire
- 2001 – Decipher
- 2004 – Invisible Circles
- 2005 – Remagine
- 2007 – After Forever

### Con i ReVamp
- 2010 – ReVamp
- 2013 – Wild Card

### Con gli Star One

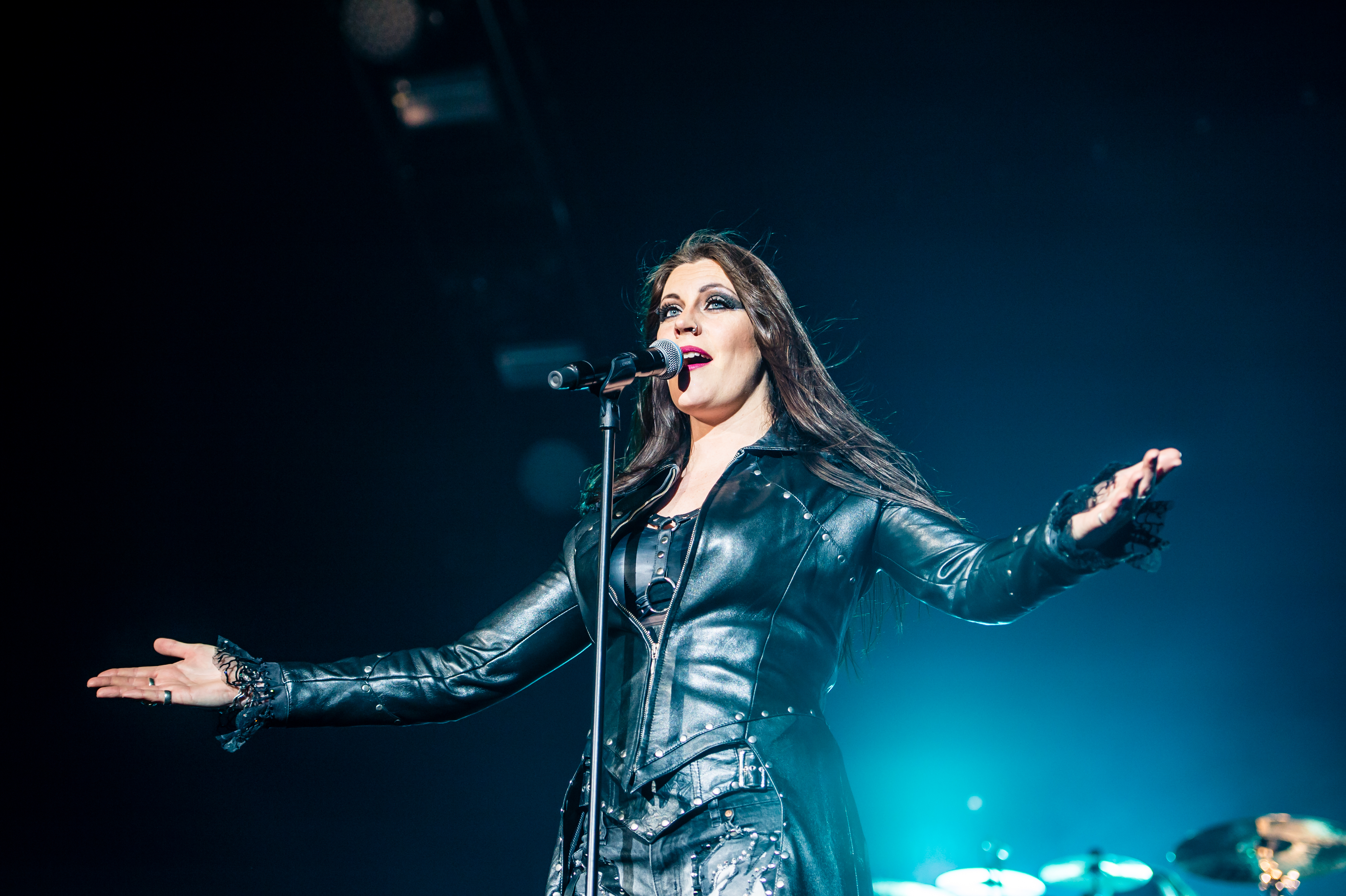
Floor Jansen in concerto con i Nightwish nel 2015

- 2002 – Space Metal
- 2010 – Victims of the Modern Age

### Con i Nightwish
- 2015 – Endless Forms Most Beautiful
- 2020 – Human. :II: Nature.
- 2024 - Yesterwynde

### Con i Northward
- 2018 – Northward

### Collaborazioni
- 2000 – Ayreon – Universal Migrator Part 1: The Dream Sequencer
- 2005 – Nightmare – The Dominion Gate
- 2008 – Ayreon – 01011001
- 2008 – Ayreon – Elected
- 2011 – Devin Townsend Project – Deconstruction
- 2011 – MaYaN – Quarterpast
- 2014 – MaYan – Antagonise
- 2014 – Avalon – Angels of the Apocalypse
- 2014 – U Meet – No Just
- 2016 – Evergrey – The Storm Within
- 2017 – Ayreon – The Source
- 2021 – Sabaton – Christmas Truce
- 2022 – Avantasia – A Paranormal Evening with the Moonflower Society